# Clinopodium
Clinopodium L., 1753 è un genere di piante della famiglia delle Lamiaceae.

## Etimologia
Il nome del genere deriva da una parola greca "klinopodion" (formata da due parole: "klino" = pendenza, adagiarsi o letto e "podos" o "podios" = un piede), già usata da Dioscoride (Anazarbe, 40 circa – 90 circa), medico, botanico e farmacista greco antico che esercitò a Roma ai tempi dell'imperatore Nerone, e fa riferimento alla forma di manopola dell'infiorescenza. Secondo altre etimologie, facendo riferimento ad uno dei sinonimi (Satureja), il significato potrebbe essere "salato".
Il nome scientifico della specie è stato definito da Linneo (1707 – 1778), conosciuto anche come Carl von Linné, biologo e scrittore svedese considerato il padre della moderna classificazione scientifica degli organismi viventi, nella pubblicazione "Species Plantarum - 2: 587" del 1753.

## Descrizione

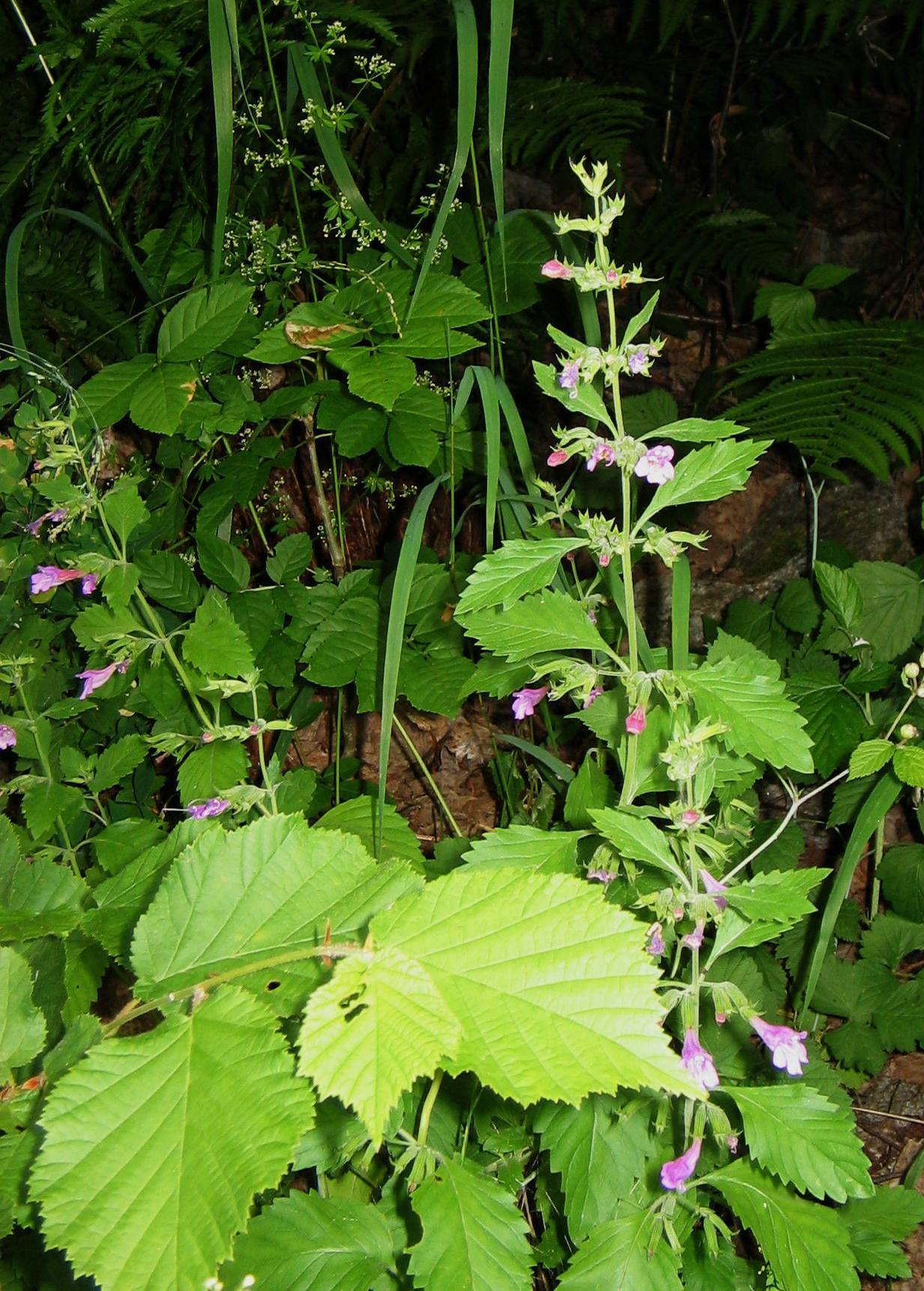
Il portamento
Clinopodium grandiflorum

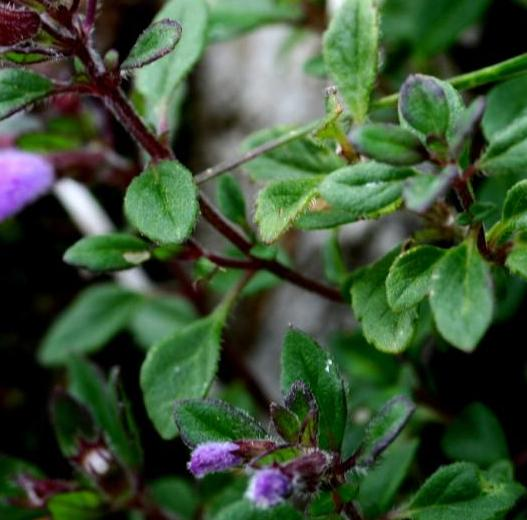
Le foglie
Clinopodium alpinum

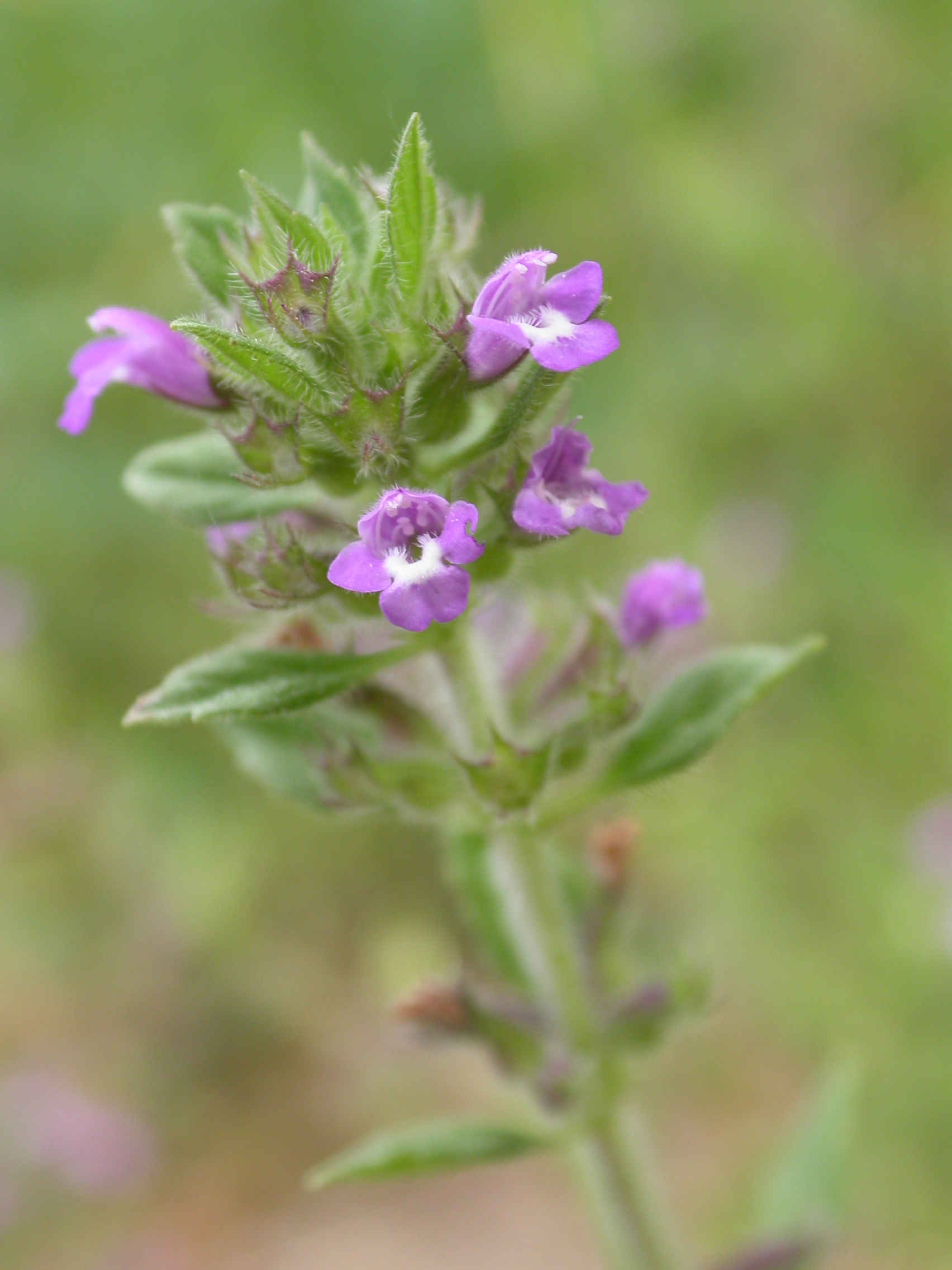
Infiorescenza
Clinopodium acinos

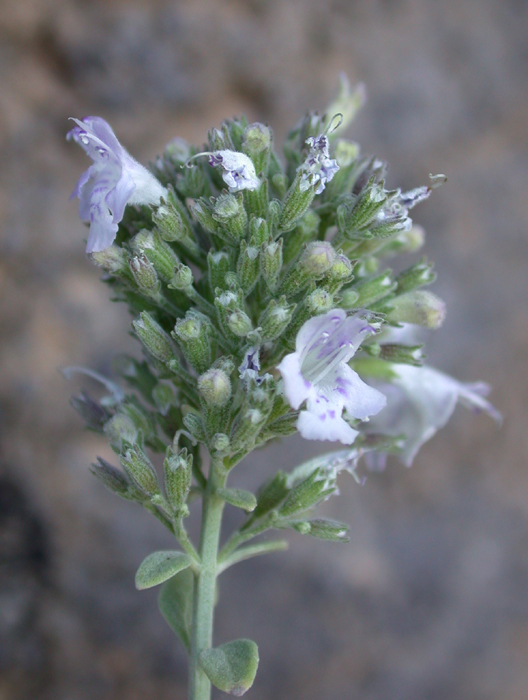
I fiori
Clinopodium serpyllifolium

Queste piante raggiungono un'altezza massima di 100 cm. La forma biologica è emicriptofita scaposa (H scap), ossia in generale sono piante erbacee, a ciclo biologico perenne, con gemme svernanti al livello del suolo e protette dalla lettiera o dalla neve e sono dotate di un asse fiorale eretto e spesso privo di foglie. Sono presenti anche altre forme biologiche come camefita suffruticosa (Ch suffr), piante perenni e legnose alla base, con gemme svernanti poste ad un'altezza dal suolo tra i 2 ed i 30 cm (le porzioni erbacee seccano annualmente e rimangono in vita soltanto le parti legnose). Alcune specie hanno un ciclo biologico annuale. Molte delle piante hanno un leggero odore di menta (piante aromatiche); mentre la pubescenza è formata da peli semplici o ramificati.

### Radici
Le radici in genere sono secondarie derivate da un fittone.

### Fusto
La parte aerea del fusto è ascendente ed eretta. In alcuni casi la sezione trasversale del fusto presenta spigoli accentuati (forma tetragonale) ossia ha una sezione quadrangolare a causa della presenza di fasci di collenchima posti nei quattro vertici, mentre le quattro facce sono concave. Alla base il fusto può avere un carattere legnoso (specialmente le specie suffruticose) e in parte pubescente (ricoperto da peluria sulle facce alterne).

### Foglie
Le foglie sono disposte a simmetria opposta rispetto al fusto. Sono leggermente picciolate oppure sessili. La forma della lamina varia da ovoidale a lanceolata con apici acuti. I margini possono essere interi, seghettati (più o meno profondamente) o dentati; talvolta sono revoluti. Sulla faccia abassiale sono presenti dei robusti nervi. Le stipole sono assenti.

### Infiorescenza
Le infiorescenze sono delle cime ascellari fogliose con alcuni fiori peduncolati per verticillo (ogni verticillo è sotteso da due foglie). Talvolta l'infiorescenza è ridotta ad un solo fiore per verticillo.

### Fiori
I fiori sono ermafroditi, zigomorfi, tetrameri (4-ciclici), ossia con quattro verticilli (calice – corolla – androceo – gineceo) e pentameri (5-meri: la corolla e il calice sono a 5 parti).
- Formula fiorale. Per la famiglia di queste piante viene indicata la seguente formula fiorale:

X, K (5), [C (2+3), A 2+2] G (2), (supero), drupa, 4 nucule
- Calice: il calice del fiore è del tipo gamosepalo con forme da attinomorfe a sub-bilabiate con superficie irta di densi peli diritti. Il tubo, a forma da cilindrica a tubulosa-campanulata, è rigonfio alla base, quindi strozzato. La superficie è percorsa da alcune (da 10 a 13) nervature longitudinali. Il tubo termina con 5 lobi con struttura 3/2; il gruppo dei lobi posteriori spesso è parzialmente fuso in un unico labbro. Le fauci possono essere pelose oppure no.
- Corolla: la corolla, gamopetala, è a simmetria bilaterale (zigomorfa) ed è pubescente. La forma è quella di un tubo bilabiato (struttura 2/3). Il tubo può essere diritto o incurvato con forme coniche, leggermente rigonfio. Delle due labbra, quello superiore è bilobo, quello inferiore è trilobo. Il colore è bianco, violetto, lavanda, rosso o arancio (raramente giallo) con chiazze colorate al centro.
- Androceo: gli stami sono quattro didinami (il paio anteriore è più lungo), sono visibili e sporgenti oppure inclusi e comunque avvicinati al labbro superiore della corolla; gli stami sono tutti fertili (raramente il paio posteriore è ridotto a degli staminoidi). I filamenti sono glabri. Le teche si presentano da parallele a divaricate: sono separate alla deiscenza. I granuli pollinici sono del tipo tricolpato o esacolpato.
- Gineceo: l'ovario è supero formato da due carpelli saldati (ovario bicarpellare) ed è 4-loculare per la presenza di falsi setti divisori all'interno dei due carpelli. La placentazione è assile. Gli ovuli sono 4 (uno per ogni presunto loculo), hanno un tegumento e sono tenuinucellati (con la nocella, stadio primordiale dell'ovulo, ridotta a poche cellule).[11] Lo stilo inserito alla base dell'ovario (stilo ginobasico) è del tipo filiforme. Lo stigma è bilobato (con lobi uguali o no) o privo di lobi e capitato. Il nettario è abbondante.

### Frutti
Il frutto è uno schizocarpo composto da 4 nucule glabre e lisce. Le nucule sono provviste di areole ed hanno delle varie forme (da ellissoidi a ovoidi), dimensioni e colori. La deiscenza è basale o laterale.

## Riproduzione
- Impollinazione: l'impollinazione avviene tramite insetti tipo ditteri e imenotteri (impollinazione entomogama).[7][12] In particolare queste piante sono bottinate dalle api.
- Riproduzione: la fecondazione avviene fondamentalmente tramite l'impollinazione dei fiori (vedi sopra).
- Dispersione: i semi cadendo a terra (dopo essere stati trasportati per alcuni metri dal vento – disseminazione anemocora) sono successivamente dispersi soprattutto da insetti tipo formiche (disseminazione mirmecoria). I semi hanno una appendice oleosa (elaisomi, sostanze ricche di grassi, proteine e zuccheri) che attrae le formiche durante i loro spostamenti alla ricerca di cibo.[13]

## Distribuzione e habitat
La distribuzione del genere è cosmopolita (Eurasia, Nuovo Mondo e Africa) con habitat da temperati a tropicali. In Italia la maggior parte delle specie ha una distribuzione su tutto il territorio.
Della decina di specie presenti sul territorio italiano, sei si trovano nell'arco alpino. La tabella seguente mette in evidenza alcuni dati relativi all'habitat, al substrato e alla distribuzione delle specie alpine.
| Specie | Comunità vegetali | Piani vegetazionali | Substrato  | pH     | Livello trofico | H2O   | Ambiente    | Zona alpina                              |
| --- | ----------------- | ------------------- | ---------- | ------ | --------------- | ----- | ----------- | ---------------------------------------- |
| C. acinos | 4                 | montano collinare   | Ca - Ca/Si | basico | basso           | arido | C1 F1 F2    | tutto l'arco alpino                      |
| C. alpinum | 10                | subalpino           | Ca - Ca/Si | neutro | basso           | secco | C3 C4 F5    | tutto l'arco alpino                      |
| C. grandiflorum | 14                | montano             | Ca - Si    | neutro | medio           | medio | B6 I1 I2    | tutto l'arco alpino ma con discontinuità |
| C. menthifolium subsp. ascendens | 11                | collinare           | Ca - Si    | neutro | medio           | secco | F7 G4 I3    | CO VI                                    |
| C. menthifolium subsp. menthifolium | 11                | collinare           | Ca         | basico | medio           | secco | B6 F7 G4 I3 | tutto l'arco alpino ma con discontinuità |
| C. nepeta | 3                 | montano collinare   | Ca         | basico | medio           | secco | C3 F7 G4    | tutto l'arco alpino                      |
| C. vulgare subsp. orientale | 11                | montano collinare   | Ca - Si    | neutro | basso           | secco | B6 F7 G4 I3 | UD                                       |
| C. vulgare subsp. vulgare | 11                | montano collinare   | Ca - Si    | neutro | basso           | secco | B6 F7 G4 I3 | tutto l'arco alpino                      |
| Legenda e note alla tabella. Substrato con “Ca/Si” si intendono rocce di carattere intermedio (calcari silicei e simili); vengono prese in considerazione solo le zone alpine del territorio italiano (sono indicate le sigle delle province). Comunità vegetali: 3 = comunità delle fessure, delle rupi e dei ghiaioni; 4 = comunità pioniere a terofite e succulente; 10 = comunità delle praterie rase dei piani subalpino e alpino con dominanza di emicriptofite; 11 = comunità delle macro- e megaforbie terrestri; 14 = comunità forestali. Ambienti: B6 = tagli rasi forestali, schiarite, strade forestali; C1 = ambienti sabbiosi, affioramenti rocciosi; C3 = ghiaioni, morene e pietraie; C4 = campi solcati; F1 = praterie rase xerofile mediterranee; F2 = praterie rase, prati e pascoli dal piano collinare al subalpino; F5 = praterie rase subalpine e alpine; F7 = margini erbacei dei boschi; G4 = arbusteti e margini dei boschi; I1 = boschi di conifere; I2 = boschi di latifoglie; I3 = querceti submediterranei. |                   |                     |            |        |                 |       |             |                                          |

## Tassonomia
La famiglia di appartenenza del genere (Lamiaceae), molto numerosa con circa 250 generi e quasi 7.000 specie, ha il principale centro di differenziazione nel bacino del Mediterraneo e sono piante per lo più xerofile (in Brasile sono presenti anche specie arboree). Per la presenza di sostanze aromatiche, molte specie di questa famiglia sono usate in cucina come condimento, in profumeria, liquoreria e farmacia. La famiglia è suddivisa in 7 sottofamiglie: il genere Clinopodium è descritto nella tribù Mentheae (sottotribù Menthinae) che appartiene alla sottofamiglia Nepetoideae.
Il numero cromosomico delle specie di questo genere varia da 2n = 10 a 2n = 72 (più frequentemente 18 o 20).

### Filogenesi

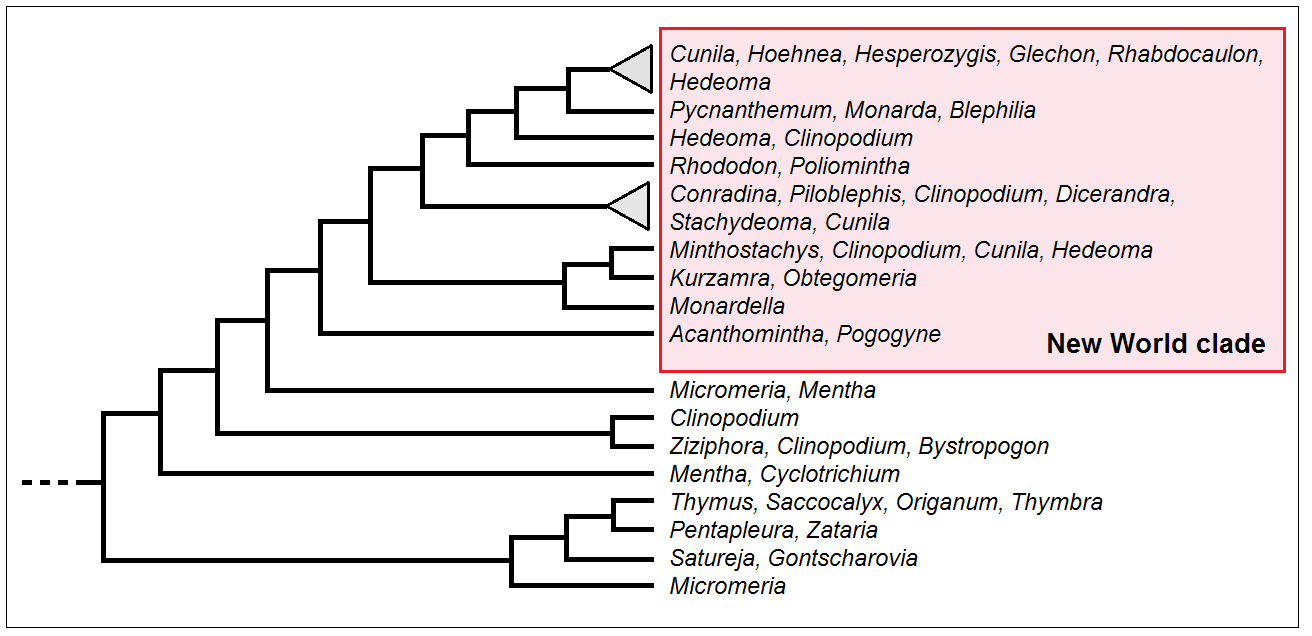
Cladogramma della sottotribù Menthinae

La circoscrizione di questo genere non è ancora ben definita. Più di qualche Autore considera le specie Clinopodium acinos, Clinopodium alpinum, Clinopodium graveolens e Clinopodium suaveolens descritte all'interno del genere Acinos, le specie Clinopodium grandiflorum, Clinopodium menthifolium e Clinopodium nepeta descritte all'interno del genere Calamintha e le specie Clinopodium serpyllifolium e Clinopodium thymifolium descritte all'interno del genere Micromeria. Inoltre diverse specie di questo genere sono sparse per gran parte della sottotribù di appartenenza. Quindi Clinopodium così come è circoscritto attualmente è parafiletico.
Il cladogramma a lato, tratto dallo studio citato e semplificato, mostra la posizione dei vari gruppi del genere all'interno della sottotribù Menthinae.

### Specie spontanee italiane
Per meglio comprendere ed individuare le varie specie del genere (solamente per le specie spontanee della flora italiana) l’elenco seguente utilizza in parte il sistema delle chiavi analitiche (vengono cioè indicate solamente quelle caratteristiche utili a distingue una specie dall'altra).
- Gruppo 1A: un ramo dello stilo è più sviluppato dell'altro;

- Gruppo 2A: l'infiorescenza è di tipo ramoso;

- Gruppo 3A: il calice è lungo 11 - 13 mm; la corolla è lunga 25 - 35 mm;

- Clinopodium grandiflorum  (L.) Kuntze (Calamintha grandiflora nella "Flora d'Italia" di Pignatti) - Mentuccia montana: l'altezza varia tra 2 - 5 dm; il ciclo biologico è perenne; la forma biologica è emicriptofita scaposa (H scap); il tipo corologico è Orofita - Mediterraneo; l'habitat tipico sono i boschi di latifoglie (faggete); è una specie comune; la distribuzione sul territorio italiano è completa (Sardegna esclusa) fino ad una altitudine compresa tra 100 e 2.000 m s.l.m..

- Gruppo 3B: il calice è lungo 3 - 10 mm; la corolla è lunga 9 - 22 mm;

- Gruppo 4A: il calice è lungo 6 - 10 mm con i denti lunghi meno di 2 - 4 mm;

- Clinopodium menthifolium  (Host) Stace(Calamintha sylvatica nella "Flora d'Italia" di Pignatti) - Mentuccia maggiore: l'altezza varia tra 3 - 8 dm; il ciclo biologico è perenne; la forma biologica è emicriptofita scaposa (H scap); il tipo corologico è Europeo - Caucasico; l'habitat tipico sono i boschi, le siepi e gli incolti; è una specie comune; la distribuzione sul territorio italiano è completa (Sardegna esclusa) fino ad una altitudine 1.200 m s.l.m..

- Gruppo 4B: il calice è lungo 3 - 7 mm con i denti lunghi meno di 1 - 2 mm;

- Clinopodium nepeta   (L.) Kuntze (Calamintha nepeta nella "Flora d'Italia" di Pignatti) - Mentuccia comune: l'altezza varia tra 2 - 4 dm; il ciclo biologico è perenne; la forma biologica è emicriptofita scaposa (H scap); il tipo corologico è Orofita - Mediterraneo; l'habitat tipico sono i prati aridi, gli incolti e i muri; è una specie molto comune; la distribuzione sul territorio italiano è completa fino ad una altitudine 1.500 m s.l.m..

- Gruppo 2B: l'infiorescenza è formata da verticilli di fiori su un asse indiviso;

- Gruppo 5A: ogni verticillo contiene 2 - 6 fiori;

- Gruppo 6A: il ciclo biologico delle piante è perenne; la corolla è lunga 10 - 20 mm ed è maggiore delle foglie ascellanti;

- Gruppo 7A: la superficie del calice è ricoperta da peli diritti lunghi 0,6 - 0,8 mm; i denti del labbro superiore del calice sono lunghi 1 - 2 mm; la corolla è lunga 12 - 20 mm;

- Clinopodium alpinum (L.) Kuntze (Acinos alpinus nella "Flora d'Italia" di Pignatti) - Acino alpino: le foglie maggiori hanno la lamina 1,2 - 1,5 volte più lunga che larga; l'altezza varia tra 5 - 30 cm; il ciclo biologico è perenne; la forma biologica è camefita suffruticosa (Ch suffr); il tipo corologico è Orofita - Sud Europeo; l'habitat tipico sono i pascoli alpini e subalpini e i suoli ciottolosi; è una specie comune; la distribuzione sul territorio italiano è completa fino ad una altitudine compresa tra 1.000 e 2.600 m s.l.m..
- Clinopodium suaveolens  (Sm.) Kuntze (Acinos suaveolens nella "Flora d'Italia" di Pignatti) - Acino pugliese: le foglie maggiori hanno la lamina 2 - 3,5 volte più lunga che larga; l'altezza varia tra 1 - 3 dm; il ciclo biologico è perenne; la forma biologica è camefita suffruticosa (Ch suffr); il tipo corologico è Nord Est Mediterraneo; l'habitat tipico sono i prati aridi; è una specie rara; la distribuzione sul territorio italiano è relativa alla Puglia e Basilicata fino ad una altitudine di 600 m s.l.m..

- Gruppo 7B: la superficie del calice è ricoperta da peli ricurvi a uncino lunghi 0,2 - 0,3 mm; i denti del labbro superiore del calice sono lunghi 0,5 - 1 mm; la corolla è lunga 10 - 12 mm;

- Clinopodium alpinum (L.) Kuntze - Acino alpino: sinonimo Acinos granatensis subsp. aetnensis (Strobl) Pignatti (vedi Gruppo 6A)

- Gruppo 6B: il ciclo biologico delle piante è annuo (o perenne a ciclo breve); la corolla è lunga 7 - 10 mm;

- Clinopodium acinos (L.) Kuntze (Acinos arvensis nella "Flora d'Italia" di Pignatti) - Acino annuale: le foglie maggiori hanno la lamina 1,5 - 2,5 volte più lunga che larga; l'altezza varia tra 2 - 3 dm; il ciclo biologico è perenne; terofita scaposa (T scap); il tipo corologico è Euri-Mediterraneoo; l'habitat tipico sono i pascoli aridi su substrato calcareo; è una specie rara; la distribuzione sul territorio italiano è completa fino ad una altitudine di 1.300 m s.l.m..
- Clinopodium suaveolens (Sm.) Kuntze subsp. rotundifolium (Pers.) Govaerts (Acinos rotundifolius nella "Flora d'Italia" di Pignatti) - Acino rotondifoglio: le foglie maggiori hanno la lamina 1,1 - 1,5 volte più lunga che larga; l'altezza varia tra 2 - 3 dm; il ciclo biologico è perenne; terofita scaposa (T scap); il tipo corologico è Nord Est Mediterraneoo; l'habitat tipico sono i pascoli; è una specie rara; la distribuzione sul territorio italiano è relativa al Lazio e Abruzzo fino ad una altitudine compresa tra 500 di 1.200 m s.l.m..

- Gruppo 5B: ogni verticillo contiene 10 - 20 fiori;

- Clinopodium vulgare L. - Clinopodio dei boschi: l'altezza varia tra 3 - 7 dm; il ciclo biologico è perenne; la forma biologica è emicriptofita scaposa (H scap); il tipo corologico è Circumboreale; l'habitat tipico sono i boschi di latifoglia; è una specie comune; la distribuzione sul territorio italiano è completa fino ad una altitudine 1.500 m s.l.m..

- Gruppo 1B: i due rami dello stilo sono più o meno uguali;

- Clinopodium thymifolium (Scop.) Kuntze  (Micromeria thymifolia nella "Flora d'Italia" di Pignatti) - Issopo del Carso: la superficie del calice è percorsa da 13 - 15 nervature longitudinali; l'altezza varia tra 15 - 30 cm; il ciclo biologico è perenne; la forma biologica è camefita suffruticosa (Ch suffr); il tipo corologico è Endemico - Illirico; l'habitat tipico sono le rupi soleggiate e le pietraie (su substrato calcareo); è una specie rara; la distribuzione sul territorio italiano è relativa al Carso Triestino e alle Prealpi Friulane fino ad una altitudine compresa tra 100 e 900 m s.l.m..
- Clinopodium serpyllifolium  (M. Bieb.) Kuntze  (Micromeria fruticosa nella "Flora d'Italia" di Pignatti) - Issopo garganico: la superficie del calice è percorsa da 10 nervature longitudinali; l'altezza varia tra 3 - 6 dm; il ciclo biologico è perenne; la forma biologica è camefita fruticosa (Ch frut); il tipo corologico è Steno-Mediterraneo; l'habitat tipico sono le rupi calcaree; è una specie rara; la distribuzione sul territorio italiano è relativa al Gargano.

### Specie Euro-mediterranee
In Europa e nell'areale del Mediterraneo sono presenti le seguenti 39 specie (comprese quelle presenti sul territorio italiano):
- Clinopodium acinos (L.) Kuntze - Distribuzione: Europa, Anatolia e Transcaucasia
- Clinopodium alpinum (L.) Kuntze - Distribuzione: Europa (meridionale e centrale), Transcaucasia e Magreb
- Clinopodium atlanticum (Ball) N. Galland - Distribuzione: Marocco
- Clinopodium betulifolium (Boiss. & Balansa) Kuntze - Distribuzione: Anatolia e Asia (mediterranea)
- Clinopodium candidissimum (Munby) Kuntze - Distribuzione: Algeria
- Clinopodium caricum (P. H. Davis) Bräuchler & Heubl - Distribuzione: Anatolia
- Clinopodium caroli-henricanum (Kit Tan & Sorger) Govaerts - Distribuzione: Anatolia
- Clinopodium cilicicum (Hausskn. ex P. H. Davis) Bräuchler & Heubl - Distribuzione: Anatolia
- Clinopodium congestum (Boiss. & Hausskn.) Kuntze - Distribuzione: Anatolia
- Clinopodium corsicum (Pers.) Govaerts - Distribuzione: Corsica
- Clinopodium creticum (L.) Kuntze - Distribuzione: Creta
- Clinopodium dalmaticum (Benth.) Bräuchler & Heubl - Distribuzione: Penisola Balcanica
- Clinopodium debile (Bunge) Kuntze - Distribuzione: Transcaucasia
- Clinopodium dolichodontum (P. H. Davis) Bräuchler & Heubl - Distribuzione: Anatolia
- Clinopodium frivaldszkyanum (Degen) Bräuchler & Heubl - Distribuzione: Bulgaria
- Clinopodium grandiflorum (L.) Kuntze - Distribuzione: Europa (meridionale), Anatolia, Transcaucasia e Magreb
- Clinopodium graveolens (M. Bieb.) Kuntze - Distribuzione: Europa (mediterranea), Ucraina, Russia (meridionale), Anatolia, Transcaucasia, Asia (mediterranea) e Magreb
- Clinopodium hispidulum (Boiss. & Reut.) Govaerts - Distribuzione: Algeria
- Clinopodium insulare (Candargy) Govaerts - Distribuzione: Grecia, Anatolia, Asia (mediterranea) e Libia
- Clinopodium libanoticum (Boiss.) Kuntze - Distribuzione: Asia (mediterranea)
- Clinopodium maritimum (Benth.) Kuntze - Distribuzione: Anatolia
- Clinopodium menthifolium (Host) Stace - Distribuzione: Europa (meridionale e centrale), Anatolia, Asia (mediterranea) e Magreb
- Clinopodium molle (Benth.) Kuntze - Distribuzione: Anatolia
- Clinopodium nanum (P. H. Davis & Doroszenko) Govaerts - Distribuzione: Mar Egeo e Creta
- Clinopodium nepeta (L.) Kuntze - Distribuzione: Europa (meridionale), Anatolia, Trascaucasia e Magreb
- Clinopodium nummulariifolium (Boiss.) Kuntze - Distribuzione: Asia (mediterranea)
- Clinopodium pamphylicum (Boiss. & Heldr.) Govaerts - Distribuzione: Anatolia
- Clinopodium pomelianum Kuntze - Distribuzione: Algeria
- Clinopodium pulegium (Rochel) Bräuchler - Distribuzione: ex Jugoslavia e Romania
- Clinopodium rouyanum (Briq.) Govaerts - Distribuzione: Baleari
- Clinopodium serpyllifolium (M. Bieb.) Kuntze - Distribuzione: Europa (mediterranea), Anatolia e Asia (mediterranea)
- Clinopodium suaveolens (Sm.) Kuntze - Distribuzione: Europa (mediterranea orientale) e Anatolia
- Clinopodium tauricolum (P. H. Davis) Govaerts - Distribuzione: Anatolia
- Clinopodium taygeteum (P. H. Davis) Bräuchler - Distribuzione: Grecia
- Clinopodium thymifolium (Scop.) Kuntze - Distribuzione: Italia e ex Jugoslavia
- Clinopodium troodi (Post) Govaerts - Distribuzione: Cipro e Anatolia
- Clinopodium umbrosum (M. Bieb.) Kuntze - Distribuzione: Anatolia e Trascaucasia
- Clinopodium vardarense (Šilic) Govaerts - Distribuzione: Penisola Balcanica
- Clinopodium vulgare L. - Distribuzione: Europa, Anatolia, Transcaucasia, Asia (mediterranea) e Magreb

### Elenco completo delle specie
Il genere Clinpodium comprende le seguenti specie:

#### A
- Clinopodium abyssinicum (Benth.) Kuntze, 1891
- Clinopodium acinos (L.) Kuntze, 1891
- Clinopodium acutifolium  (Benth.) Govaerts, 1999
- Clinopodium alpestre (Urb.) Harley, 2000
- Clinopodium alpinum  (L.) Kuntze, 1891
- Clinopodium amissum  (Epling & Játiva) Harley, 2000
- Clinopodium argenteum  (Kunth) Govaerts, 1999
- Clinopodium ashei (Weath.) Small, 1924
- Clinopodium atlanticum (Ball) N.Galland, 1985
- Clinopodium axillare (Rusby) Harley, 2000

#### B
- Clinopodium barosmum (W.W.Sm.) Bräuchler & Heubl, 2006
- Clinopodium betulifolium  (Boiss. & Balansa) Kuntze, 1891
- Clinopodium bolivianum  (Benth.) Kuntze, 1891
- Clinopodium brevicalyx (Epling) Harley & A.Granda, 2000
- Clinopodium breviflorum (Benth.) Govaerts, 1999
- Clinopodium brownei (Sw.) Kuntze, 1891
- Clinopodium bucheri (P.Wilson) Harley, 2000

#### C
- Clinopodium candidissimum (Munby) Kuntze, 1891
- Clinopodium capitellatum (Benth.) Kuntze, 1891
- Clinopodium caricum (P.H.Davis) Bräuchler & Heubl, 2006
- Clinopodium caroli-henricanum  (Kit Tan & Sorger) Govaerts, 1999
- Clinopodium carolinianum Mill., 1768
- Clinopodium cercocarpoides (Epling) Govaerts, 1999
- Clinopodium chandleri (Brandegee) P.D.Cantino & Wagstaff, 1998
- Clinopodium chilense  (Benth.) Govaerts, 1999
- Clinopodium chinense  (Benth.) Kuntze, 1891
- Clinopodium cilicicum (Hausskn. ex P.H.Davis) Bräuchler & Heubl, 2006
- Clinopodium clivorum (Epling) Govaerts, 1999
- Clinopodium coccineum (Nutt. ex Hook.) Kuntze, 1891
- Clinopodium cochabambense J.R.I.Wood, 2011
- Clinopodium congestum (Boiss. & Hausskn.) Kuntze, 1891
- Clinopodium corsicum (Pers.) Govaerts, 1999
- Clinopodium creticum (L.) Kuntze, 1891
- Clinopodium cylindristachys (Epling & Játiva) Govaerts, 1999

#### D
- Clinopodium dalmaticum (Benth.) Bräuchler & Heubl, 2006
- Clinopodium darwinii (Benth.) Kuntze, 1891
- Clinopodium debile (Bunge) Kuntze, 1891
- Clinopodium dentatum (Chapm.) Kuntze, 1891
- Clinopodium discolor (Diels) C.Y.Wu & S.J.Hsuan ex H.W.Li, 1974
- Clinopodium dolichodontum (P.H.Davis) Bräuchler & Heubl, 2006
- Clinopodium domingense  (Urb. & Ekman) Govaerts, 1999

#### E
- Clinopodium ekmanianum  (Epling & Alain) Harley, 2000
- Clinopodium euosmum (W.W.Sm.) Bräuchler & Heubl, 2006

#### F
- Clinopodium fasciculatum (Benth.) Govaerts, 1999
- Clinopodium fauriei (H.Lév. & Vaniot) H.Hara, 1935
- Clinopodium flabellifolium  (Epling & Játiva) Govaerts, 1999
- Clinopodium foliolosum  (Benth.) Govaerts, 1999
- Clinopodium frivaldszkyanum  (Degen) Bräuchler & Heubl, 2006

#### G
- Clinopodium ganderi (Epling) Govaerts, 1999
- Clinopodium gilliesii (Benth.) Kuntze, 1891
- Clinopodium glabellum (Michx.) Kuntze, 1891
- Clinopodium glabrum (Nutt.) Kuntze, 1891
- Clinopodium gracile (Benth.) Kuntze, 1891
- Clinopodium grandiflorum (L.) Kuntze, 1891
- Clinopodium graveolens (M.Bieb.) Kuntze, 1891
- Clinopodium griseum  (Epling) Harley, 2000

#### H
- Clinopodium hakkaricum Dirmenci & Firat, 2009
- Clinopodium hintoniorum (B.L.Turner) Govaerts, 1999
- Clinopodium hispidulum (Boiss. & Reut.) Govaerts, 1999
- Clinopodium hydaspidis (Falc. ex Benth.) Kuntze, 1891

#### I
- Clinopodium insulare (Candargy) Govaerts, 1999
- Clinopodium integerrimum Boriss., 1953

#### J
- Clinopodium jacquelinae Schmidt-Leb., 2006
- Clinopodium jaliscanum  (McVaugh & R.Schmid) Govaerts, 1999
- Clinopodium jamesonii (Benth.) Govaerts, 1999
- Clinopodium junctionis (Epling & Játiva) Govaerts, 1999

#### K
- Clinopodium kilimandschari (Gürke) Ryding, 2006
- Clinopodium kunashirense  Prob., 1995

#### L
- Clinopodium latifolium  (H.Hara) T.Yamaz. & Murata, 1993
- Clinopodium laxiflorum (Hayata) K.Mori, 1936
- Clinopodium libanoticum (Boiss.) Kuntze, 1891
- Clinopodium loesenerianum  (Mansf.) A.Granda, 2000
- Clinopodium longipes C.Y.Wu & S.J.Hsuan ex H.W.Li, 1974
- Clinopodium ludens (Shinners) A.Pool, 2008

#### M
- Clinopodium macranthum (Makino) H.Hara, 1935
- Clinopodium macrostemum (Moc. & Sessé ex Benth.) Kuntze, 1891
- Clinopodium maderense  (Henr.) Govaerts, 1999
- Clinopodium maritimum (Benth.) Kuntze, 1891
- Clinopodium matthewsii (Briq.) Govaerts, 1999
- Clinopodium megalanthum (Diels) C.Y.Wu & S.J.Hsuan ex H.W.Li, 1974
- Clinopodium menthifolium  (Host) Stace, 1989
- Clinopodium mexicanum  (Benth.) Govaerts, 1999
- Clinopodium micranthum (Regel) H.Hara, 1940
- Clinopodium micromerioides (Hemsl.) Govaerts, 1999
- Clinopodium mimuloides (Benth.) Kuntze, 1891
- Clinopodium minae (Lojac.) Peruzzi & F.Conti, 2008
- Clinopodium molle (Benth.) Kuntze, 1891
- Clinopodium multicaule (Maxim.) Kuntze, 1891
- Clinopodium multiflorum (Ruiz & Pav.) Kuntze, 1891
- Clinopodium mutabile (Epling) Harley, 1999
- Clinopodium myrianthum (Baker) Ryding, 2006

#### N
- Clinopodium nanum  (P.H.Davis & Doroszenko) Govaerts, 1999
- Clinopodium nepalense  (Kitam. & Murata) Bräuchler & Heubl, 2006
- Clinopodium nepeta (L.) Kuntze, 1891
- Clinopodium nubigenum  (Kunth) Kuntze, 1891
- Clinopodium nummulariifolium (Boiss.) Kuntze, 1891

#### O
- Clinopodium obovatum (Ruiz & Pav.) Govaerts, 1999
- Clinopodium odorum (Griseb.) Harley, 2000
- Clinopodium omeiense  C.Y.Wu & S.J.Hsuan ex H.W.Li, 1974

#### P
- Clinopodium pallidum (Epling) Govaerts, 1999
- Clinopodium palmeri (A.Gray) Kuntze, 1891
- Clinopodium pamphylicum (Boiss. & Heldr.) Govaerts, 1999
- Clinopodium paradoxum (Vatke) Ryding, 2006
- Clinopodium pilosum  J.R.I.Wood, 2011
- Clinopodium piperitum (D.Don) Murata, 1977
- Clinopodium plicatulum (Epling) Govaerts, 1999
- Clinopodium polycephalum (Vaniot) C.Y.Wu & S.J.Hsuan, 1965
- Clinopodium pomelianum  Kuntze, 1891
- Clinopodium procumbens (Greenm.) Harley, 2000
- Clinopodium pulchellum (Kunth) Govaerts, 1999
- Clinopodium pulegium (Rochel) Bräuchler, 2006

#### R
- Clinopodium repens (Buch.-Ham. ex D.Don) Benth., 1830
- Clinopodium revolutum (Ruiz & Pav.) Govaerts, 1999
- Clinopodium robustum (Hook.f.) Ryding, 2006
- Clinopodium rouyanum  (Briq.) Govaerts, 1999

#### S
- Clinopodium sandalioticum (Bacch. & Brullo) Bacch. & Brullo ex Peruzzi & F.Conti, 2008
- Clinopodium schusteri (Urb.) Govaerts, 1999
- Clinopodium selerianum (Loes.) Govaerts, 1999
- Clinopodium sericeum  (C.Presl ex Benth.) Govaerts, 1999
- Clinopodium sericifolium  (Epling & Játiva) Govaerts, 1999
- Clinopodium serpyllifolium (M.Bieb.) Kuntze, 1891
- Clinopodium simense  (Benth.) Kuntze, 1891
- Clinopodium speciosum  (Hook.) Govaerts, 1999
- Clinopodium sphenophyllum (Epling) Govaerts, 1999
- Clinopodium striatum (Ruiz & Pav.) Govaerts, 1999
- Clinopodium suaveolens (Sm.) Kuntze, 1891

#### T
- Clinopodium tauricolum (P.H.Davis) Govaerts, 1999
- Clinopodium taxifolium  (Kunth) Govaerts, 1999
- Clinopodium taygeteum  (P.H.Davis) Bräuchler, 2006
- Clinopodium tenellum (Epling) Harley, 1999
- Clinopodium thymifolium (Scop.) Kuntze, 1891
- Clinopodium tomentosum  (Kunth) Govaerts, 1999
- Clinopodium troodi (Post) Govaerts, 1999

#### U
- Clinopodium uhligii (Gürke) Ryding, 2006
- Clinopodium umbrosum  (M.Bieb.) Kuntze, 1891

#### V
- Clinopodium vanum  (Epling) Harley & A.Granda, 2000
- Clinopodium varadense  (Šilic) Govaerts, 1999
- Clinopodium vardarense  (Šilic) Govaerts, 1999
- Clinopodium vargasii (Epling & Mathias) Govaerts, 1999
- Clinopodium vernayanum  (Brenan) Ryding, 2006
- Clinopodium vimineum (L.) Kuntze, 1891
- Clinopodium vulgare L., 1753

#### W
- Clinopodium wardii (C.Marquand & Airy Shaw) Bräuchler, 2006
- Clinopodium weberbaueri (Mansf.) Govaerts, 1999

### Ibridi
In questo elenco sono indicati alcuni ibridi intragenerici:
- Clinopodium × bellantianum (Bouchard) Starm, 2011 - Ibrido tra Clinopodium nepeta Kuntze, 1891 e Clinopodium menthifolium (Host) Stace, 1989
- Clinopodium × bernhardtianum Starm., 2011 - Ibrido tra Clinopodium nepeta subsp. glandulosum (Req.) Govaerts, 1899 e Clinopodium menthifolium (Host) Stace, 1989
- Clinopodium × cadevallii (Sennen) Starm., 2011 - Ibrido tra Clinopodium vulgare L. e Clinopodium menthifolium subsp. ascendens (Jord.) Govaerts.
- Clinopodium × conillii (Sennen) Starm., 2011 - Ibrido tra Clinopodium menthifolium subsp. ascendens (Jord.) Govaerts e Clinopodium nepeta Kuntze, 1891.
- Clinopodium × mixtum (Ausserd. ex Heinr.Braun & Sennholz) Starm., 2011 - Ibrido tra Clinopodium acinos (L.) Kuntze  e Clinopodium alpinum (L.) Kuntze.
- Clinopodium × pillichianum  (J.Wagner) Govaerts, 1999

### Sinonimi
L'entità di questa voce ha avuto nel tempo diverse nomenclature. L'elenco seguente indica alcuni tra i sinonimi più frequenti:
- Acinos Mill.
- Antonina  Vved.
- Bancroftia  R. K. Porter, nom. illeg.
- Calamintha  Mill.
- Ceratominthe  Briq.
- Diodeilis  Raf.
- Faucibarba  Dulac
- Gardoquia  Ruiz & Pav.
- Nostelis  Raf.
- Oreosphacus  Phil.
- Rafinesquia  Raf.
- Rizoa  Cav.

## Alcune specie

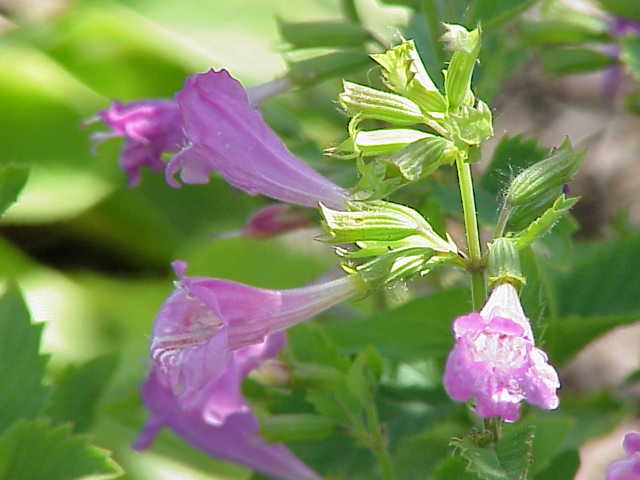
Clinopodium grandiflorum
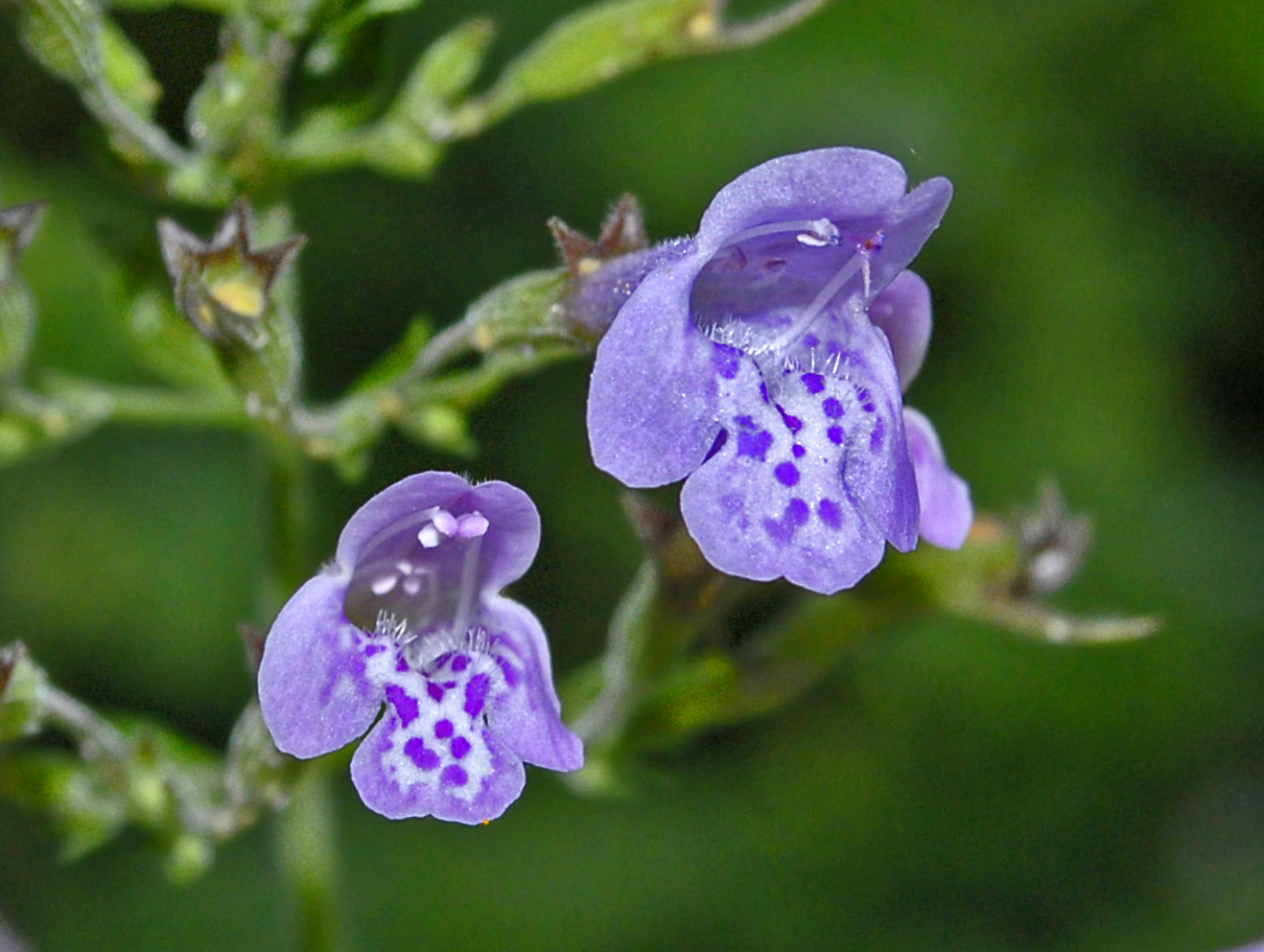
Clinopodium menthifolium
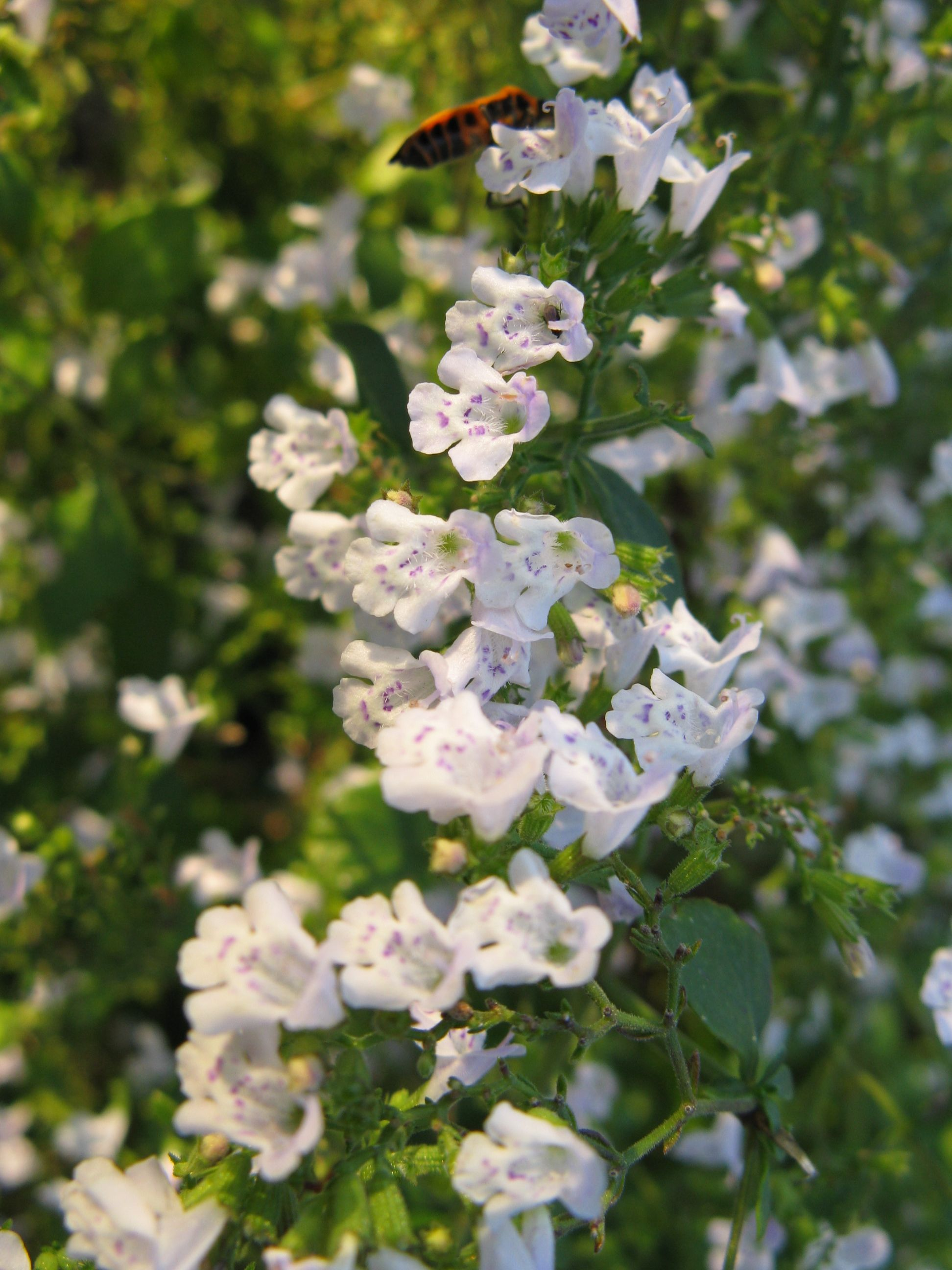
Clinopodium nepeta
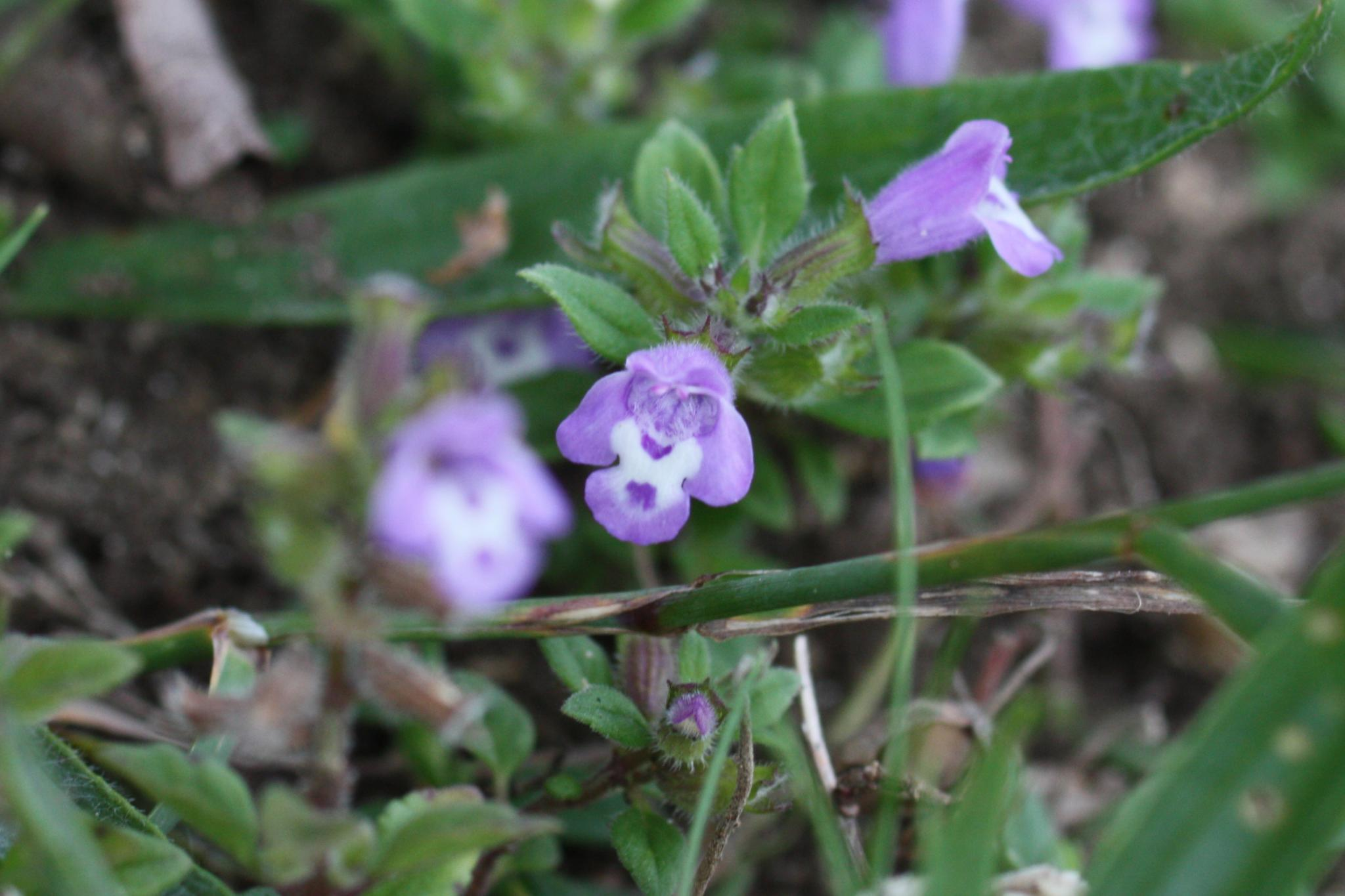
Clinopodium acinos
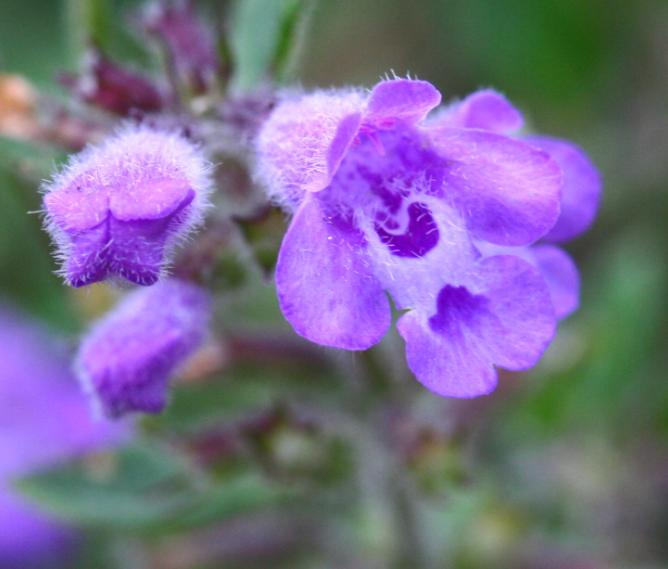
Clinopodium alpinum
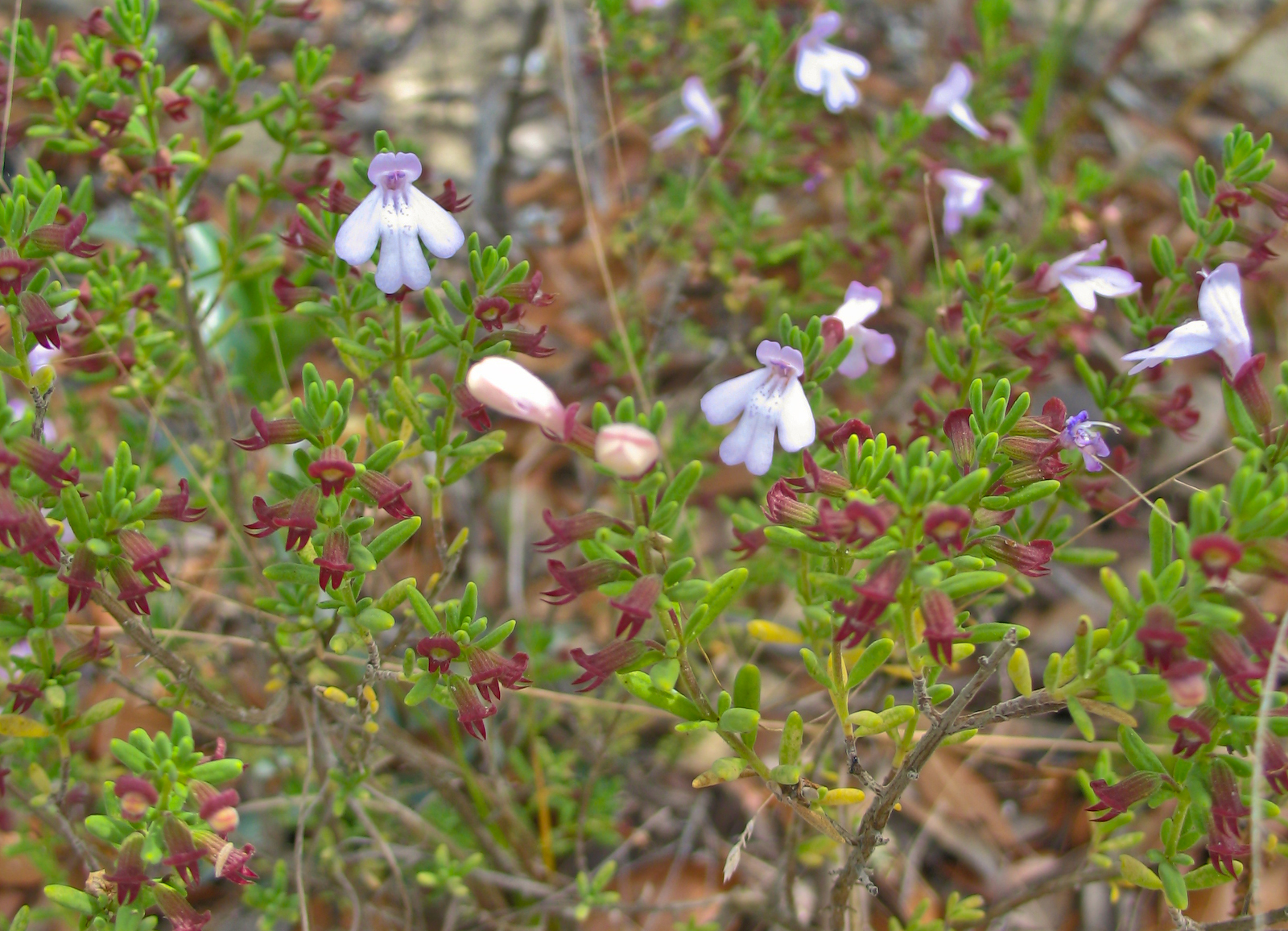
Clinopodium ashei
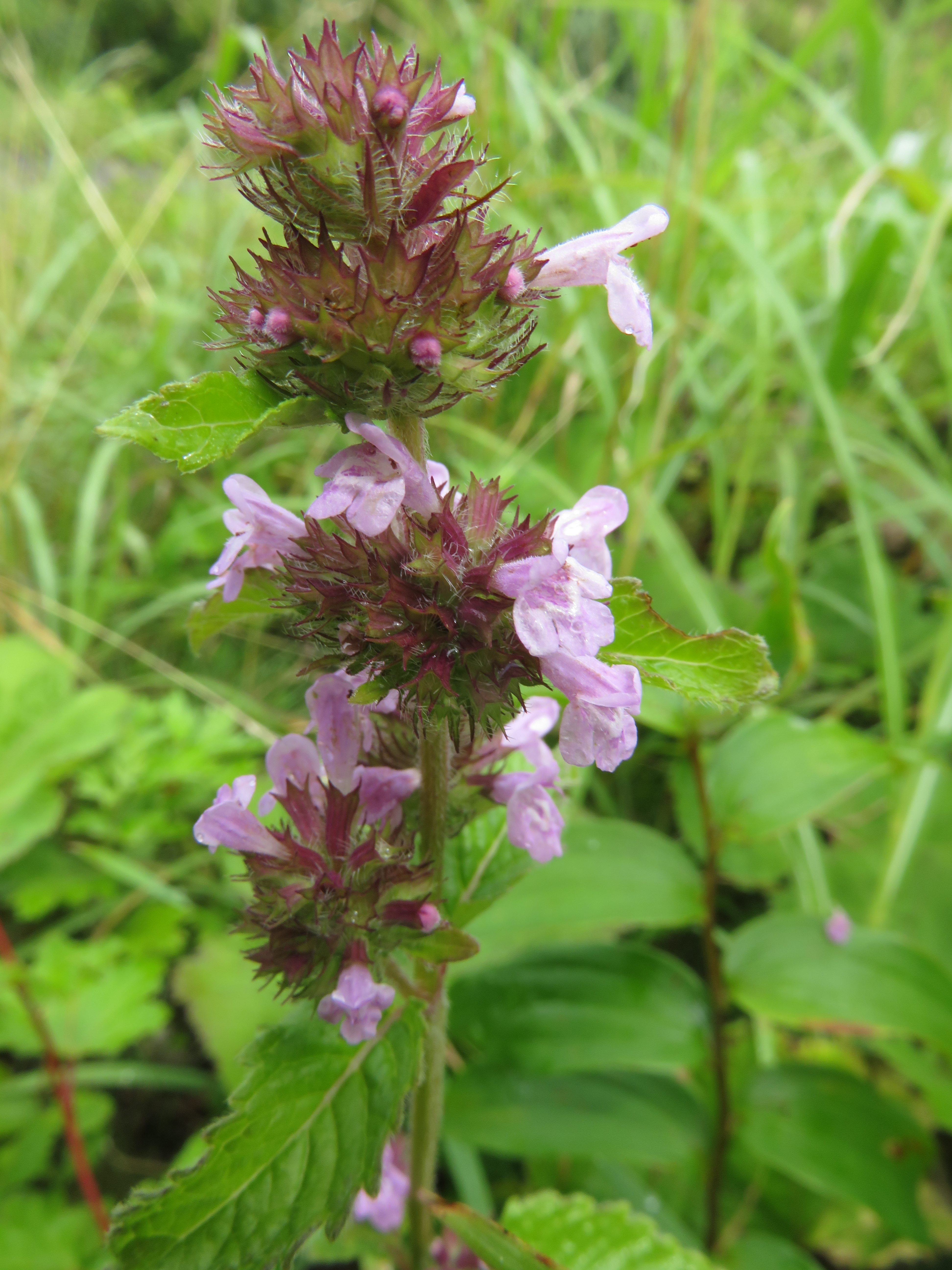
Clinopodium chinense
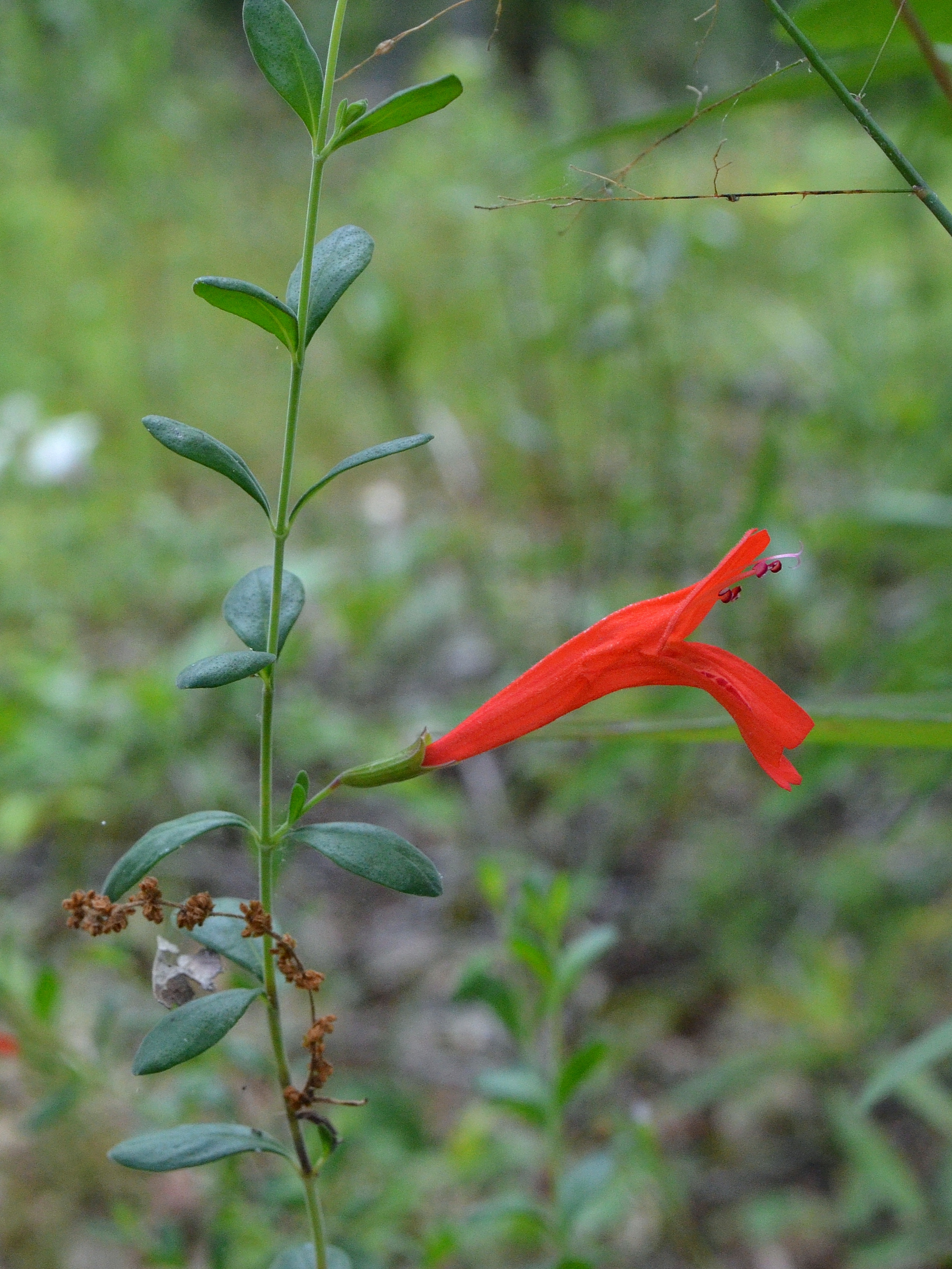
Clinopodium coccineum
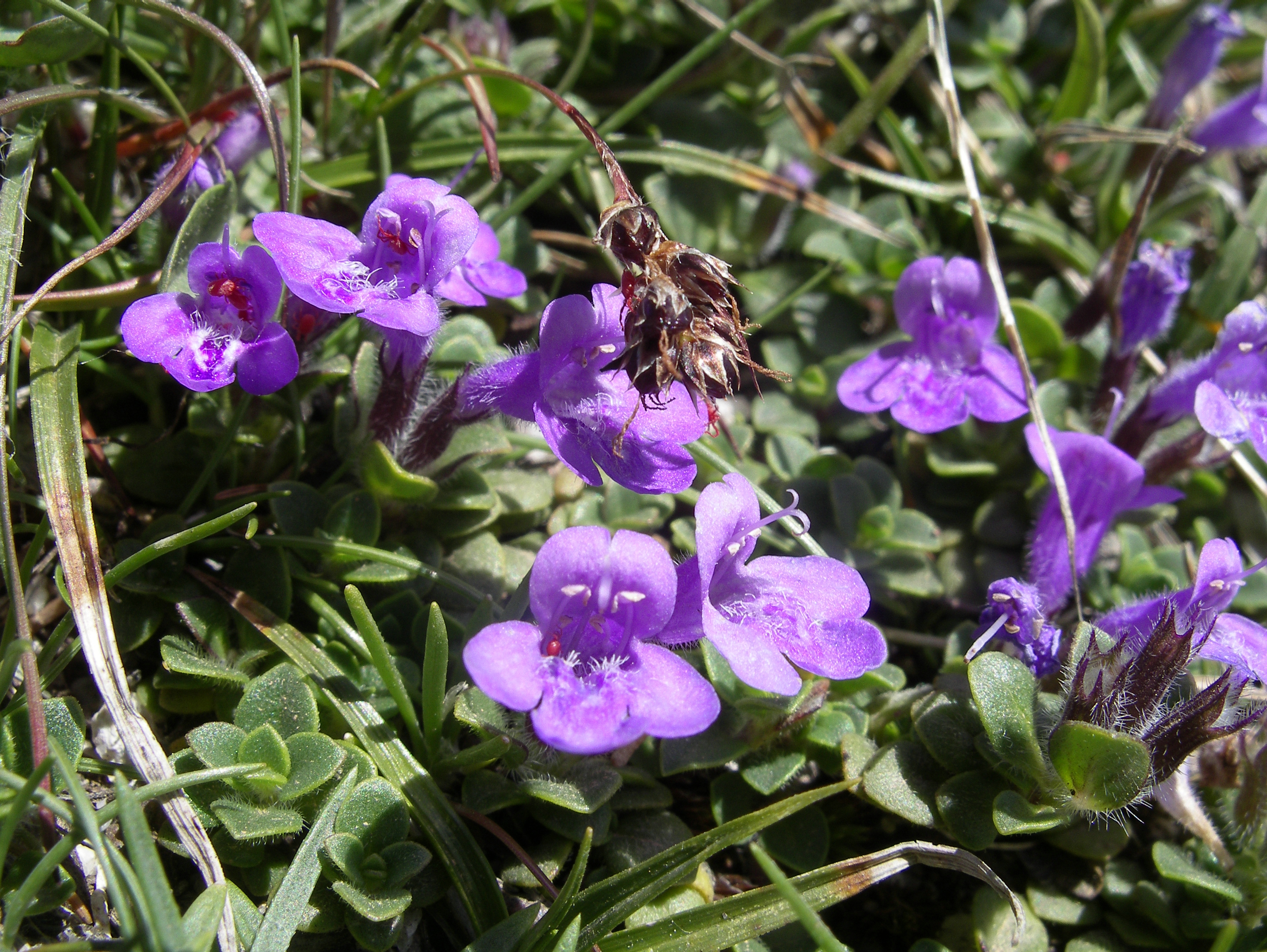
Clinopodium corsicum
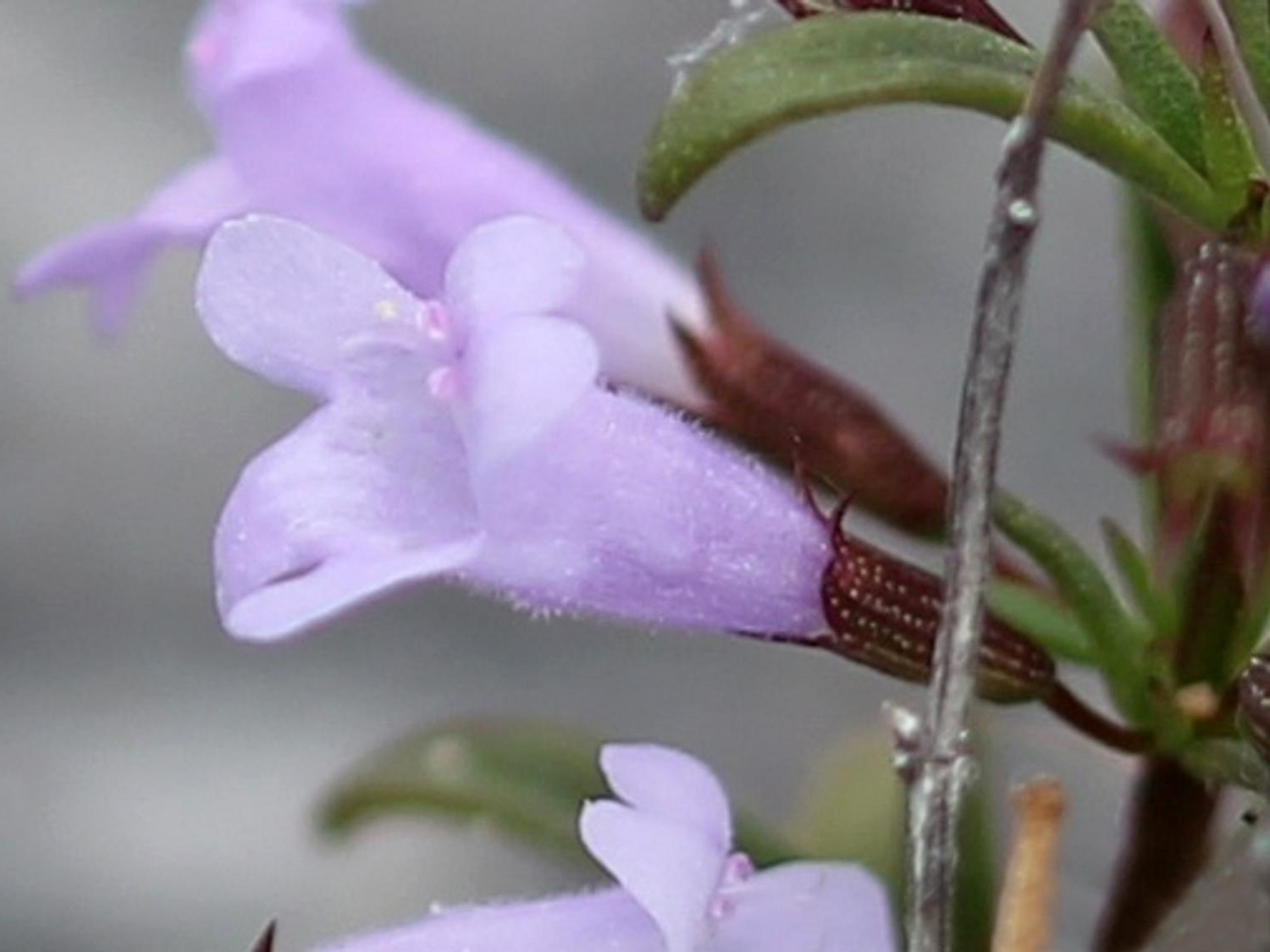
Clinopodium glabrum
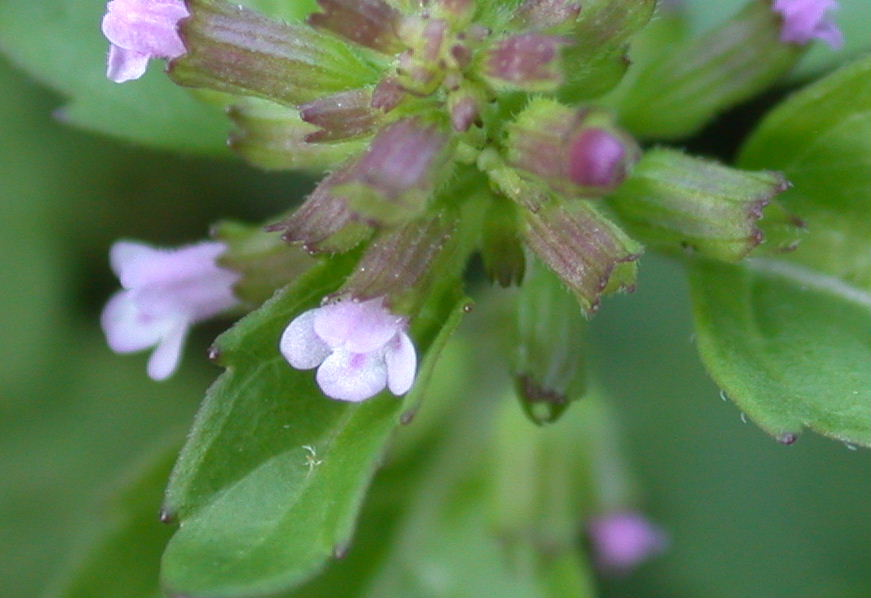
Clinopodium gracile
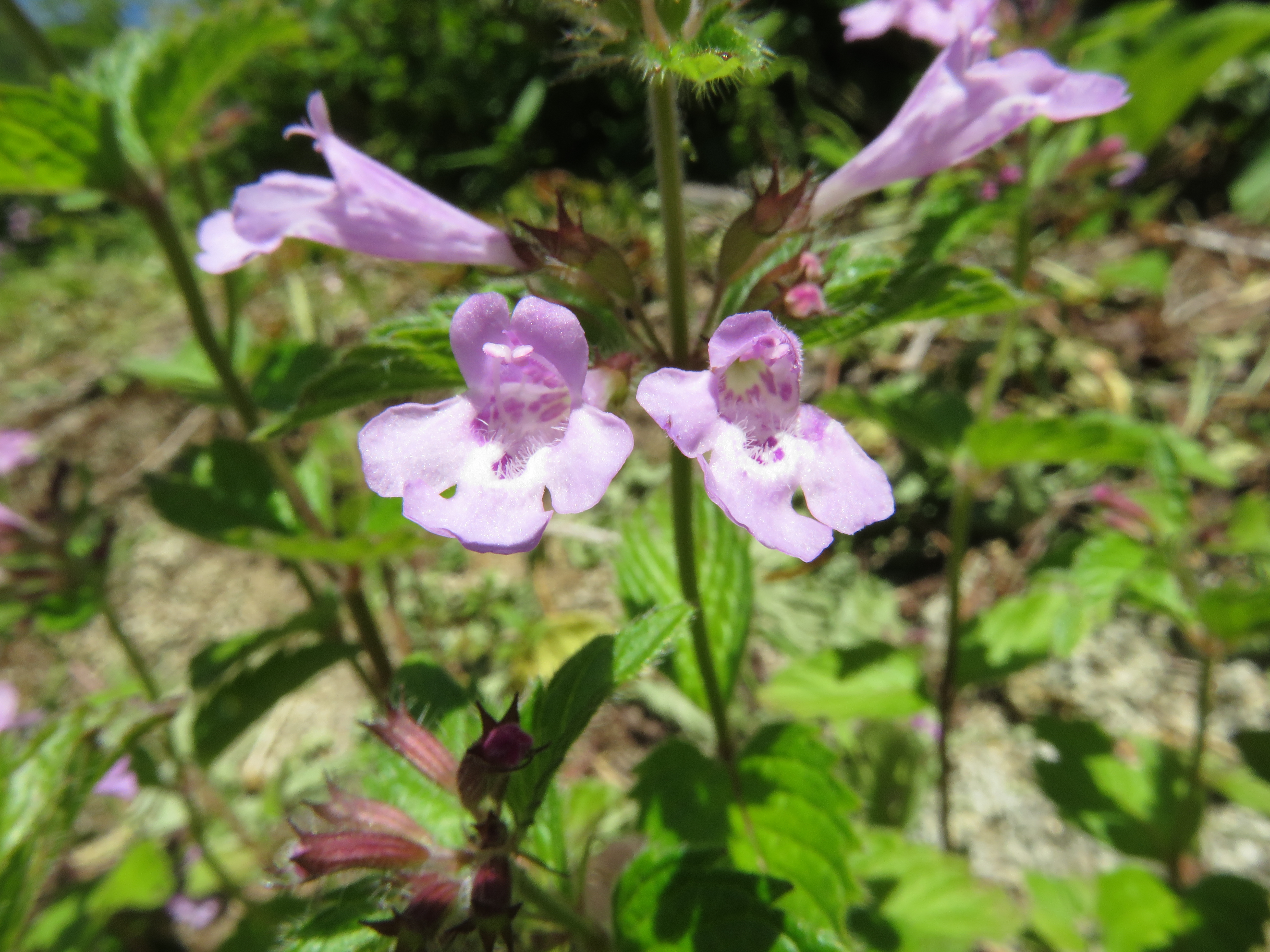
Clinopodium macranthum
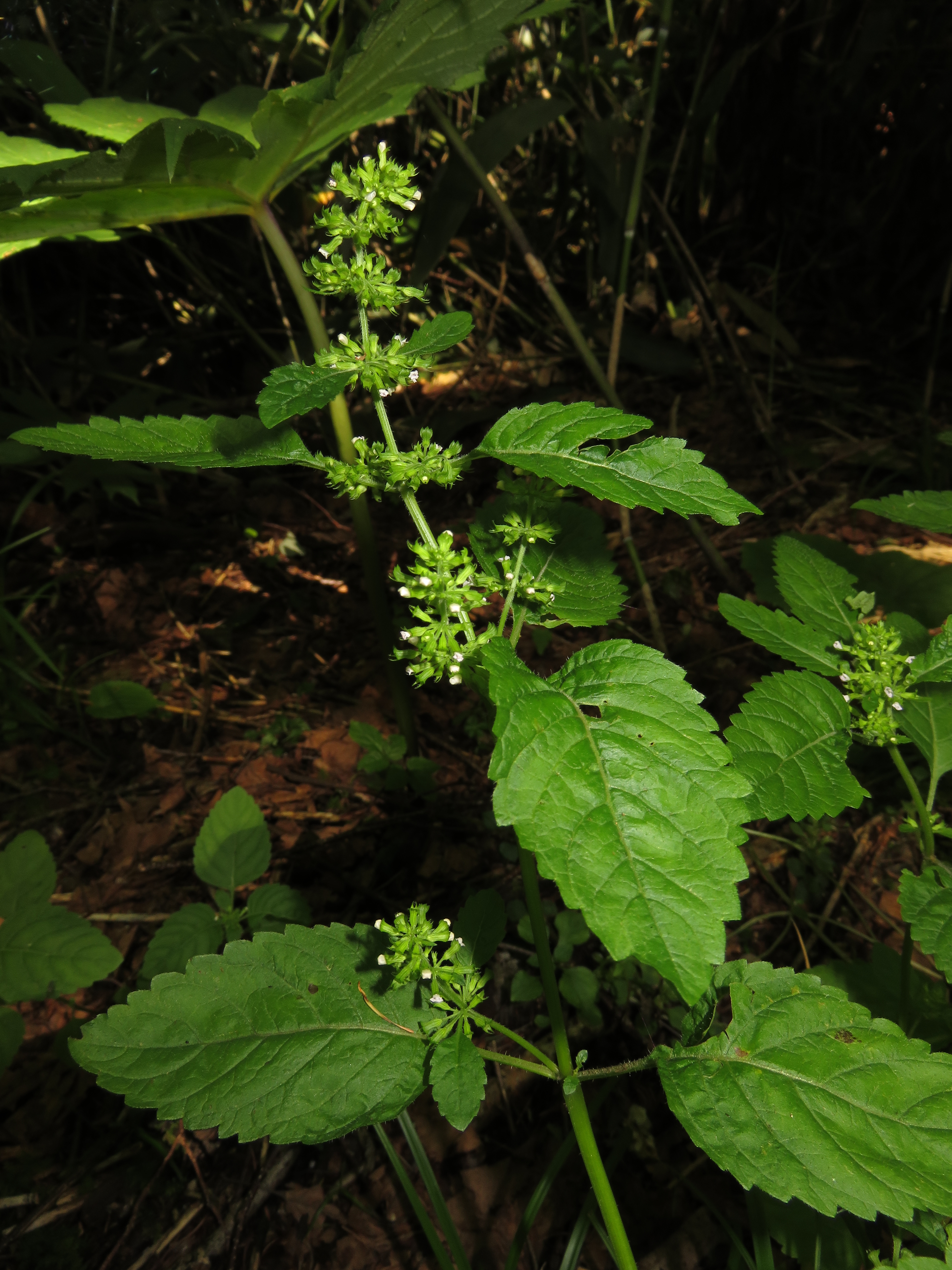
Clinopodium micranthum
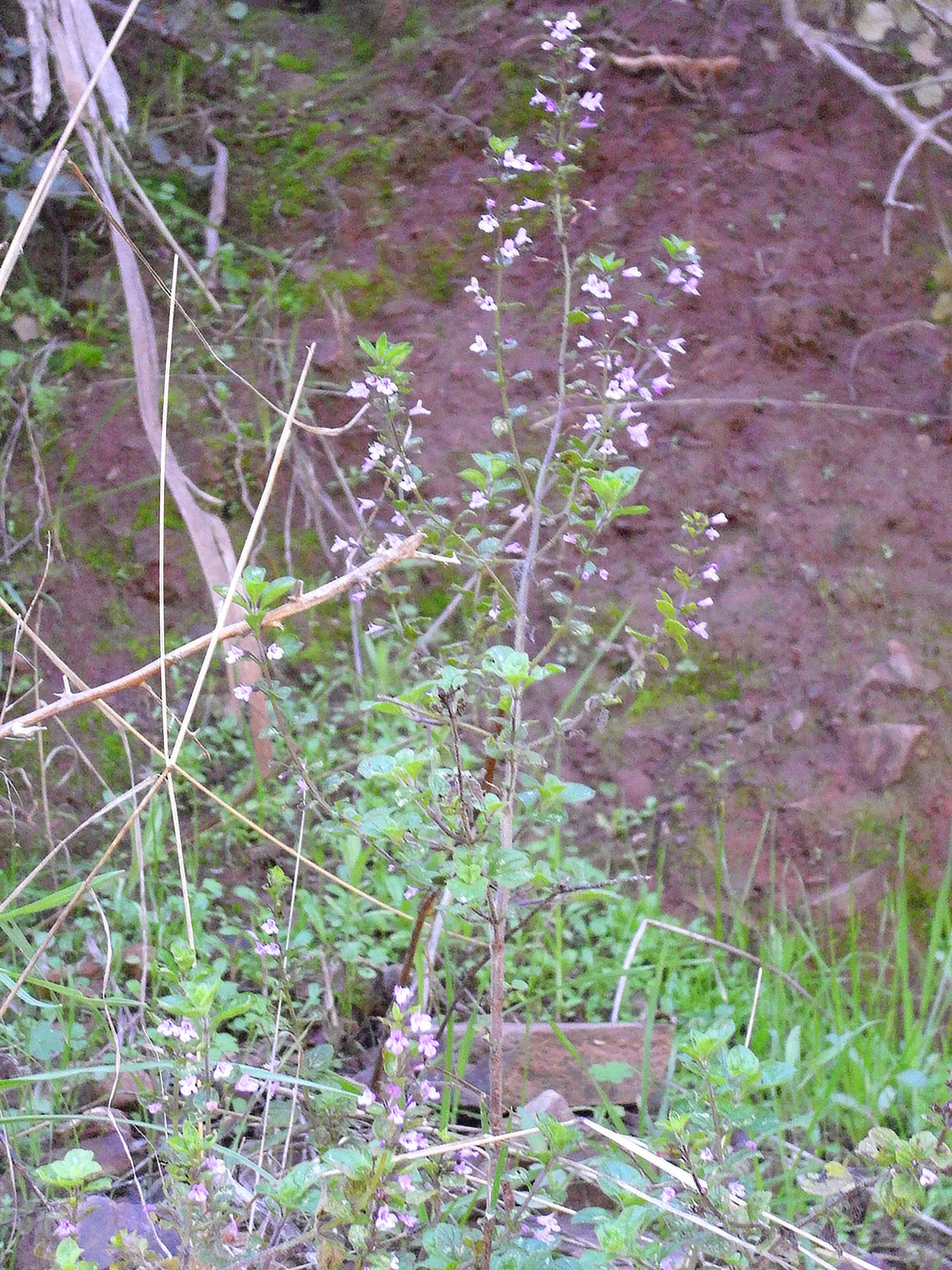
Clinopodium serpyllifolium
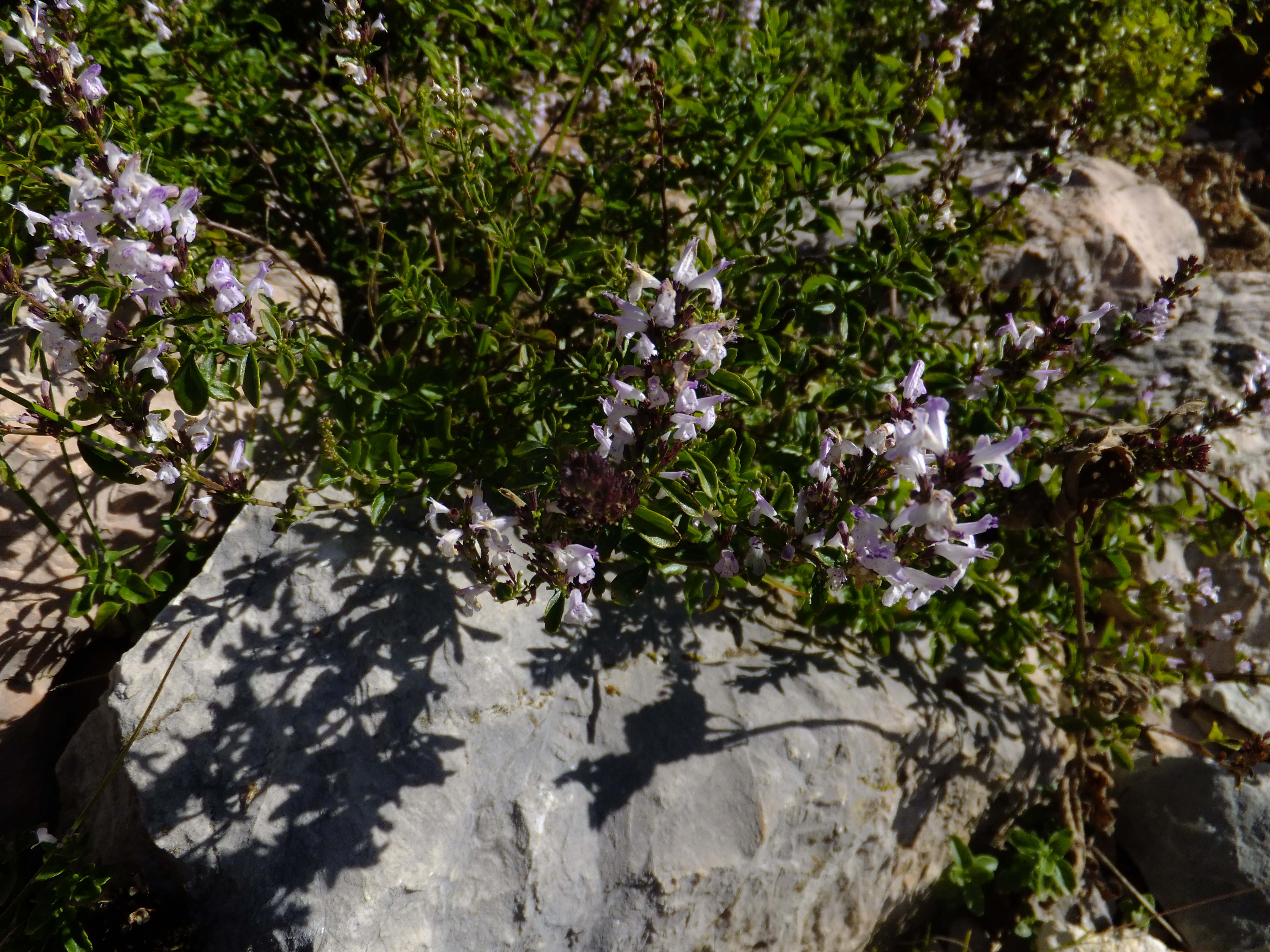
Clinopodium thymifolium
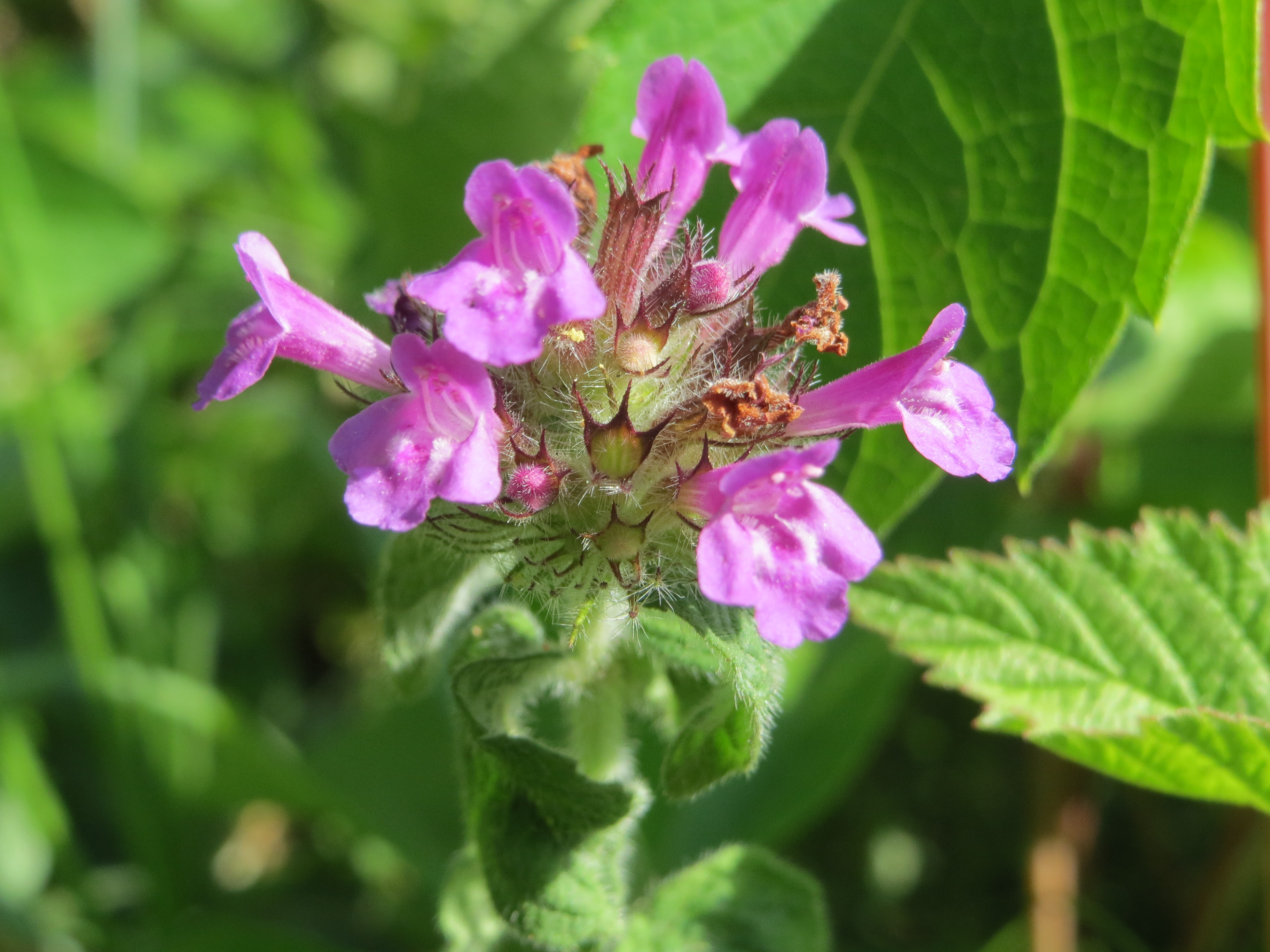
Clinopodium vulgare